# Dierkow-Ost
Dierkow-Ost – dzielnica miasta Rostock w Niemczech, w kraju związkowym Meklemburgia-Pomorze Przednie.